# Лиофильность и лиофобность
Лиофи́льность и лиофо́бность (от др.-греч. λύω «растворяю» + φιλέω «люблю» или φόβος «страх») — характеристики способности веществ или образуемых ими тел к межмолекулярному взаимодействию с жидкостями. Интенсивное взаимодействие, т.е. достаточно сильное взаимное притяжение молекул вещества (тела) и контактирующей с ним жидкости, характеризует лиофильность; слабое взаимодействие — лиофобность. В наиболее практически важном случае взаимодействия вещества с водой лиофильность и лиофобность называется гидрофильностью и гидрофобностью, а в случае масел и жиров — олеофильностью (липофильностью) и олеофобностью. Понятия «лиофильный» и «лиофобный» относят к высокомолекулярным соединениям или к поверхностям различных тел, в том числе находящихся в коллоидно-дисперсном состоянии. Эти термины используют также при описании отдельных атомных групп или участков (радикалов) одной молекулы вещества, по-разному взаимодействующих с молекулами растворителя.

## Свойства лиофильных и лиофобных веществ
Лиофильные вещества (тела) растворяются в данной жидкости, набухают в ней или хорошо смачиваются. Лиофобные вещества (тела), напротив, не растворяются и не набухают в жидкости, а также плохо смачиваются ею. Вещества или поверхности тел, проявляя лиофильность к одним жидкостям, могут быть лиофобными по отношению к другим. Так, парафин, сажа и некоторые пластмассы олеофильны, но гидрофобны.

## Оценка лиофильности и лиофобности
Лиофильность и лиофобность определяют по количеству теплоты, выделившейся при растворении, набухании или смачивании. Распространён способ оценки лиофильности и лиофобности твердой поверхности по поведению капли гексадекана, нанесённой на гладкую поверхность твёрдого тела. На лиофильной поверхности капля растекается полностью, образуя тонкий слой (жидкую плёнку), тогда как на лиофобной поверхности она не растекается, сохраняя форму линзы или сплющенного шара. Количественной мерой лиофобности может служить величина угла между поверхностями капли гексадекана и смачиваемого тела, т. н. краевого угла, или угла смачивания.

## Изменение лиофильности и лиофобности
Лиофильность и лиофобность можно направленно изменять путём химических превращений или физико-химических воздействий. Усиление взаимодействия вещества или поверхности тела с окружающей жидкостью называется лиофилизацией, ослабление — лиофобизацией. Оба эти процесса имеют важное значение в производстве строительных и конструкционных материалов, в текстильной, целлюлозно-бумажной и др. отраслях промышленности.

## Практическое значение лиофильности и лиофобности
Лиофилизация порошков, волокнистых и пористых материалов облегчает их смачивание и пропитку водой или органическими жидкостями: растворами и расплавами полимеров, смолами, нефтепродуктами и т. д. Лиофобизация тех же материалов защищает их от нежелательного смачивания, предотвращает их слёживание; лиофобизацию тканей и гладких поверхностей используют для предохранения их от загрязнений, уменьшения адгезии липких тел. В технологической практике как лиофилизацию, так и лиофобизацию поверхностей различных тел часто осуществляют специально подобранными поверхностно-активными веществами или полимерными соединениями.